# Rum, Sodomy, and the Lash
Rum, Sodomy, and the Lash (Ron, Sodomía y el Látigo en español) es el segundo álbum de estudio de la banda británica de punk y folk The Pogues publicado en el año 1985.
El segundo álbum de The Pogues tiene toda la furia, la rabia y la alegría que le faltó al primero, y ahí se nota la mano como productor de Elvis Costello, sin perder la frescura. MacGowan va creciendo como compositor y poeta. Aún mejor que su primer álbum se nota la fusión entre la rabia punk y las historias de la música folk tradicional.
El álbum no será probablemente el mejor disco del grupo pero es el primero en demostrar que son una gran banda y no solo una buena idea para una banda.

## Listado de temas
1. The Sick Bed of Cúchulainn (MacGowan) – 2:59
2. The Old Main Drag (MacGowan) – 3:19
3. Wild Cats of Kilkenny (MacGowan/Jem Finer) – 2:48
4. I'm a Man You Don't Meet Every Day (Traditional) – 2:55
5. A Pair of Brown Eyes (MacGowan) – 4:54
6. Sally MacLennane (MacGowan) – 2:43
7. Dirty Old Town (Ewan MacColl) – 3:45
8. Jesse James (traditional) – 2:58
9. Navigator (Phil Gaston) – 4:12
10. Billy's Bones (MacGowan) – 2:02
11. The Gentleman Soldier (traditional) – 2:04
12. And The Band Played Waltzing Matilda (Eric Bogle) – 8:10

### Bonus Tracks (2004)
1. A Pistol for Paddy Garcia (Finer) – 2:31*
2. London Girl MacGowan – 3:05**
3. Rainy Night in Soho (MacGowan) – 5:36**
4. Body of an American (MacGowan) – 4:49**
5. Planxty Noel Hill (Finer) – 3:12**
6. The Parting Glass (traditional) – 2:14

*Tema previo a la versión de casete del disco original 
**Tema previo al EP Poguetry in Motion

## Componentes
- Shane MacGowan – voz
- Spider Stacy – tin whistle
- James Fearnley – acordeón
- Jem Finer – banjo
- Cait O'Riordan – bajo
- Andrew Ranken – batería
- Philip Chevron – guitarra

### Otros componentes adicionales
- Henry Benagh –
- Dick Cuthell –
- Tommy Keane –